# Сервій Сульпіцій Гальба (претор 91 року до н. е.)
Сервій Сульпіцій Гальба (лат. Servius Sulpicius Galba; ? — до 82 до н. е.) — політичний та військовий діяч часів Римської республіки, претор 91 року до н. е.

## Життєпис
Походив з патриціанського роду Сульпіціїв. Молодший син Гая Сульпіція Гальби, претора 112 року до н. е., та Ліцинії Старшої. Завдяки заможності та впливу родини розпочав стрімку кар'єру. Між 93 та 91 роками до н. е. вже був претором (більшість дослідників вважає точним 91 рік до н. е.).
У 90 році до н. е. брав участь у Союзницькій війні проти італіків, очоливши одну з армій. Спочатку завдав поразки пелігнам, згодом прийшов на допомогу Гнеєм Помпею Страбону, який тримав облогу у м. Фірм. Комбінованим ударом з обох боків, римляни розгромили Тита Лафренія, очільника італіків. При цьому найбільш важливу роль у перемозі відіграло військо на чолі із Сервієм Сульпіцієм.
Згодом під загальною орудою Страбона, Сульпіцій завдав поразки у 89 році до н. е. марруцінам, брав участь у вирішальних походах з приборкання Самніуму.
У 88 році до н. е. підтримав Луція Корнелія Суллу у протистоянні з Гаєм Марієм. Брав участь у громадянській війні 88—87 років до н. е. Згодом брав участь у битві Першої Мітридатової війни у складі військ Сулли. Достеменно невідомо чи повернувся до Італії, або помер у походах.